# Onthophagus violaceotinctus
Onthophagus violaceotinctus es una especie de insecto del género Onthophagus, familia Scarabaeidae, orden Coleoptera.
Fue descrita científicamente por Gillet en 1925.